# エキサイティング!J
『エキサイティング!J』（エキサイティングジェイ）は、KBS京都テレビで放送されるJリーグ・京都サンガF.C.戦の実況中継のタイトル。

## 概要
原則として西京極でのホームゲームは全試合中継する。過去にはアウェイ戦や地方開催のホームゲームに関しても放映権が確保できる試合に関しては可能な限り中継を行っていたが、ここ数年はスカイパーフェクTV!（以下スカパー!と略記）が保有する放映権との兼ね合いでほぼ中継を行っていない状況にある（スカパー!が優先放送権を獲得した2007年以降、アウェイチームの地元局では、NHKの地域放送局が数試合放送する以外は原則放送されなくなった）。
アウェイ戦中継の場合、パーフェクト・チョイスやJ SPORTSといったBS・CS放送の実況をそのまま利用する場合と、Jリーグメディアプロモーション（旧・Jリーグ映像）から配信された映像に京都のスタジオで収録（あるいは生放送）した音声をつけて放送する、いわゆる「カラ出張」放送を行う場合、あるいは地元のテレビ局が中継を行った場合はその映像を使用する3種類のケースがある。
土・日のデーゲームは『KEIBAワンダーランド』→『うまDOKI』優先のため、録画中継（撮って出し）で放送するが、平日の試合や土・日のナイトゲームの多くは生中継となる。ただし、ナイトゲームであってもNHK(NHK総合テレビジョンもしくはNHK BS1)でサンガ戦が中継される場合や、J2降格時のアウェーゲームでは録画中継になることが多い。
また、試合中はコマーシャルを原則として挿入しないことになっている（ただし、地方テレビ局製作では編成の関係上コマーシャルを入れることがある）が、2005年からテロップでの広告を試合中随時挿入している。その場合は「私たちは京都サンガを応援しています」、あるいは「がんばれ!サンガ」のクレジットを挿入した上でスポンサーの企業名が入る。ただし、過去のテレビ東京のJリーグ中継、あるいは朝日放送の高校野球中継（かつての協賛・住友グループや1995年以後協賛しているNTT docomo、わかさ生活等一部企業）が行うワイプCMではなく、純粋なテロップ出しのみである。
なお、ラジオ中継も行う。Jリーグ加盟当初は積極的に放送していたが、その後一旦中止。2007年シーズンに放送を再開。現在は日曜の昼間、西京極でのホームゲームがある場合のみ、スポーツワイド番組『伊舞なおみのみんながメダリスト』（13:00 - 17:15）の枠内で放送することがある。
また、KBS京都は2008年シーズンからスカパー!で放送する京都サンガF.C.ホームゲーム中継の制作も合わせて担当している。実況は主に過去に地上波（主にKBS京都）の実況に携わったアナウンサー（後述）が務めている（KBSの株主である関西テレビも、2011年からスカパー!用のセレッソ大阪主催試合の中継製作を開始した）が、2012年シーズンのみスカパー!の映像素材をそのままKBS京都でも放映していた。しかし、2013年からスカパー!向けの中継の製作委託局が讀賣テレビ放送とその関連会社のytv Nextryに変更されたため、再びKBSの独自内容に戻った。

## 歴史
- 1993年 Jリーグ開幕。当初、KBSではJリーグの注目カードを地方テレビ局からの番組販売の形（特に横浜M、横浜F、鹿島、市原の試合=テレビ神奈川[1] ないしは千葉テレビ放送製作が多かった）でネットワーク受けをしていた。
- 1996年 サンガがJリーグ参入を果たす。KBSのサッカー中継もサンガ戦に特化した内容に変更され、このタイトルが付いた。
- 1998年 サンガのリーグ戦全34試合中継を達成した。
- 1999年 この年の一時期、ホームゲームの録画中継に限って『サンガレボリューション』のタイトルで放送していたことがあった。
- 2000年 2ndステージ第14節・対ヴェルディ川崎戦の中継がJリーグ年間優秀放送賞を受賞した。
- 2001年 この年もリーグ戦 (J2) 全44試合すべてを中継した。
- 2005年 8月27日のベガルタ仙台戦で、サンガ戦の中継放送開始から300回目の放送を迎えた。

### 注
1. ↑  鹿島は茨城県のチームであるが、同県に民放テレビが無いのと、茨城県でケーブルテレビでの再配信（直接受信か、当時実施されていた通信衛星を利用した放送（ディレクTV）を利用して）があったため、TVKが製作したことがあった。また横浜Fは九州を準本拠地としていた関係で、テレビ朝日系列の九州各局=長崎文化放送、熊本朝日放送、鹿児島放送との共同制作の試合もあった

## 実況アナウンサー

### 現在
- 梶原誠（KBS京都アナウンサー）※KBS京都ラジオでの中継実況も担当する
- 竹内弘一（同上）※梶原と同じくKBS京都ラジオでの中継実況も担当する

これより以下はKBS京都ラジオでの中継には基本的に出演しない。
- 寺西裕一（元KBS京都アナウンサー）
- 行部宗一（元四国放送）
- 桐山隆（元南日本放送）
- 和田りつ子（サンガがJリーグを目指す頃からラジオ・テレビでレポーターを担当。『サッカーマガジン』などの雑誌記事出稿も）
- 能政夕介（フリーアナウンサー）[1]

※上述の通り2012年シーズンのみ、KBS京都が制作する映像素材に一本化されたため、KBS京都のアナウンサーもスカパー!向け映像でも出演した。（原則梶原か寺西が実況、和田がリポーター）。ただし、夏季の全国高等学校野球選手権地方大会の中継（梶原・竹内は京都府大会、その他も近畿圏の各大会を担当）、更に日によって梶原・寺西は競馬中継（主に土曜）、寺西はさらにTigers-ai配給・スカイ・エーかGAORA製作の阪神タイガース戦中継などで出演できない日もあるため、上掲以外のアナウンサーも参加する場合もある。

### 過去
- 藤村寛一（当時KBS京都アナウンサー）
- 宮本英樹（同上）
- 久保房郎（元KBS京都アナウンサー。Jリーグ中継等からは引退したが、『KEIBAワンダーランド』などに出演）
- 高野勝正

## 中継ナビゲーター（サンガレポーター）
- 向井四季（1997? - 1999年度）
- 植田奈津子（2000年度）
- 池和歌子（2001 - 2003年度）
- 上野夕佳（2004年度）
- 松田真理（2005年度）
- 増田有可里（2006年度）
- 日向瑠菜（2013 - 2015年度）[2][3][4][5][6][7][8][9][10][11][12]
  - 女性タレントが担当するのは7年ぶりになり、また2014年度も担当しており複数年にわたって担当するのは11年ぶりになる。2007年 - 2012年シーズンにはKBS京都のアナウンサーが担当した年、もしくは在任者無しの年もあった。
- 関明日香（2016年度）[13][14][15][16][17][18]
- 海平和（2017年度）[19][20]（KBS京都アナウンサー）
- 海平和、池田愛恵里（2018年度）
- 花房ゆかり(2019/2/24,2019/5/12)、加戸英佳、池田愛恵里（2019年度）

## 解説者

### 現在
KBS京都とスカパー!向けが一本化され、2011年までスカパー!向けを担当していた解説者が主に担当するようになった。そのため他地域からの1試合だけの担当者もいる。
- 山野孝義（元ヤンマーディーゼルサッカー部選手、東京ヴェルディ1969コーチ）
- 上田滋夢（元名古屋グランパスエイトテクニカルアドバイザー ※2006年より復帰）
- 長谷川治久（元ヤンマーディーゼルサッカー部選手）
- 美濃部直彦（元京都選手・監督、徳島ヴォルティス監督）
- 羽中田昌（現:東京23フットボールクラブ監督）
- 望月聡（現:びわこ成蹊スポーツ大学准教授・監督、サッカー女子日本代表コーチ）

### 過去
- 大野俊三（元鹿島アントラーズ、京都パープルサンガ）
- 二村昭雄（元東洋工業サッカー部監督）
- 古川勝巳（同志社大学総監督）
- 細川浩三（元京都パープルサンガ）
- 松永英機(FC岐阜監督)
- 与那城ジョージ（元名古屋グランパスエイト、京都パープルサンガ監督代行）
- 松田保（びわこ成蹊スポーツ大学監督）
- 上田亮三郎（大阪商業大学総監督）
- 坂本康博（大阪体育大学監督）
- 野口幸司（元湘南ベルマーレ、名古屋グランパスエイトなど）
- 野口裕司（元京都パープルサンガ、大宮アルディージャ）

### 技術協力
- エキスプレス
- 関西東通